# Johnny Scott
Johnny Scott (geboortenaam John Kerningham Sidney Scott) (Buffalo, circa 1938 - Montreal, 20 april 2010) was een Amerikaanse zanger en tenorsaxofonist, die het grootste deel van zijn loopbaan in Canada werkte.
Scott begon op zijn vijftiende als muzikant op te treden. Tijdens zijn diensttijd in Europa speelde hij in een legerband die optrad voor de troepen. Na zijn legertijd ging hij begin jaren 60 naar Montreal, waar hij sindsdien in de popmuziek, rhythm & blues, blues en jazz werkte. In 1986 nam hij met pianist Geoffrey Lapp zijn debuutalbum From Now On op, dat uitkwam op zijn eigen platenlabel, JazzCo. Scott trad regelmatig op, ook in Amerika. Tevens trad hij op in enkele films en op tv.

## Discografie
- From Now On (JazzCo, 1986)
- Contrasts (1990) met Geoff Lapp, George Mitchell en David Lang
- Easy Living (2003)
- Never Let Me Go (Effendi Records 2008)

- Gemeinsame Normdatei: 134810619
- International Standard Name Identifier: 0000 0000 7563 9045
- MusicBrainz: 262abcde-7b29-45e2-8526-aa6c2e72de0d